# Saito Daisuke
Daisuke Saito (sinh ngày 19 tháng 11 năm 1974) là một cầu thủ bóng đá người Nhật Bản.

## Sự nghiệp câu lạc bộ
Daisuke Saito đã từng chơi cho Gamba Osaka, Cerezo Osaka và JEF United Chiba.